# Бортничі (електродепо)
50°24′5″ пн. ш. 30°39′31″ сх. д. / 50.40139° пн. ш. 30.65861° сх. д.
Електродепо «Бортничі» («Вирлиця») — запроєктоване раніше і не побудоване електродепо Київського метрополітену, яке повинно було обслуговувати Сирецько-Печерську лінію.

## Історія
Після пуску лівобережних станцій Сирецько-Печерської лінії у 1994 році, на місці озера Вирлиця було заплановано будівництво електродепо для нової лінії — згідно з планами того часу лінію не передбачалося розширювати далі на схід. Недалеко від станції «Харківська» було побудовано відгалуження тунелів у бік озера Вирлиця, частина якого передбачалося засипати для будівництва депо. Однак намив піску і будівництво електродепо так і не були початі. Пізніше плани будівництва метро змінилися, було вирішено продовжувати лінію на схід, а нове депо будувати в лісі біля станції «Червоний хутір». Цього разу задум здійснився, електродепо «Харківське» було відкрито у 2007 році.